# Зеелен
Зеелен (нем. Seelen) — община в Германии, в земле Рейнланд-Пфальц. 
Входит в состав района Доннерсберг. Подчиняется управлению Роккенхаузен.  Население составляет 172 человека (на 31 декабря 2010 года). Занимает площадь 3,16 км².